# Xysticus macedonicus
Xysticus macedonicus is een spinnensoort uit de familie van de krabspinnen (Thomisidae).
De wetenschappelijke naam van de soort werd in 1944 gepubliceerd door V. Silhavy.